# お宮横丁

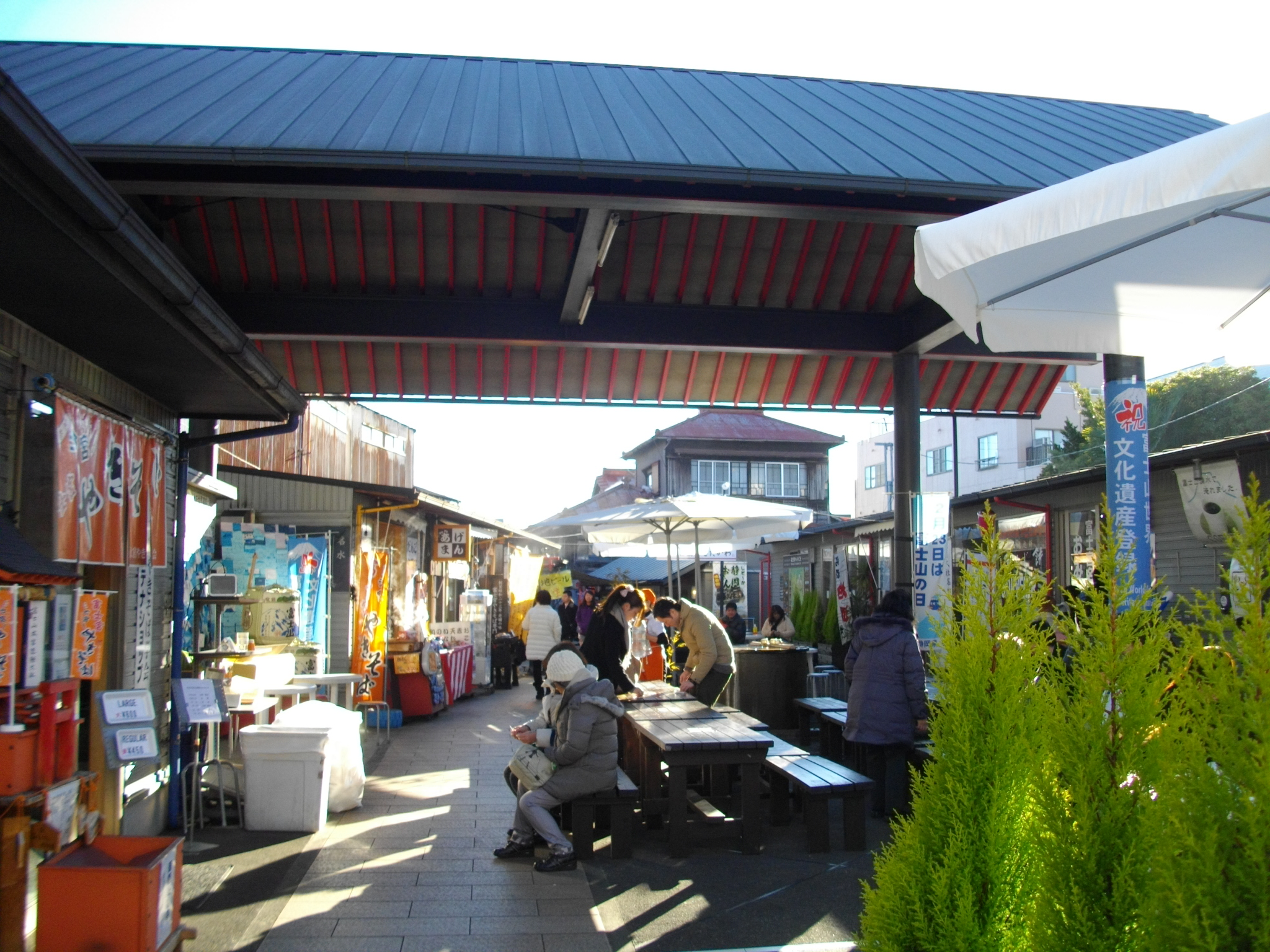
お宮横丁

お宮横丁（おみやよこちょう）は静岡県富士宮市にある共同出店で販売を行う「複合型店舗」である。
主に富士宮市の名産を中心とした物を扱っている。

## 概要
富士山本宮浅間大社の目の前に位置する。広さ自体はあまりないものの、地元の名産が一挙に味わえることもあり、人の出入りは周りの商店街の店舗に比べ多い。中には富士山の湧水を飲むことができる井戸も設置されている（無料）。

## 基本情報
- 所在地　静岡県富士宮市宮町4-23
- 駐車場　あり（少量）
- 営業時間　am10:00より
- アクセス
  - 東海旅客鉄道（JR東海）富士宮駅から徒歩8分
  - 宮バス　浅間大社前下車※バス停オーナー制度（市公式HP）
  - 東名高速道路富士IC→西富士道路→県道76号経由